# Campeonato Mundial de Voleibol Feminino de 1994
O Campeonato Mundial de Voleibol Feminino de 1994, ou XII Campeonato Mundial Feminino de Voleibol, foi disputado entre 21 de outubro e 30 de outubro no Brasil, nas cidades de Belo Horizonte  e São Paulo.
De forma invicta e sem nenhum set perdido, Cuba conquistou o título mundial após derrotar o Brasil na decisão em sets diretos. Na decisão do terceiro lugar, a Rússia derrotou a Coréia do Sul por 3 sets a 1 e conquistou a medalha de bronze.

## Grupos
Os grupos A e C tiveram os jogos da fase classificatória disputados em Belo Horizonte, enquanto os grupos B e D ficaram sediados em São Paulo.
| Grupo A                               | Grupo B                      | Grupo C                     | Grupo D                                      |
| ------------------------------------- | ---------------------------- | --------------------------- | -------------------------------------------- |
| Brasil Coreia do Sul Alemanha Roménia | Cuba Holanda Peru Azerbaijão | Rússia China Ucrânia Itália | Japão Estados Unidos República Tcheca Quênia |

## Primeira fase

### Primeira rodada
21 de outubro
| Grupo | Jogo           | Jogo | Jogo             | Parciais | Parciais | Parciais | Parciais | Parciais |
| Grupo | Jogo           | Jogo | Jogo             | 1        | 2        | 3        | 4        | 5        |
| ----- | -------------- | ---- | ---------------- | -------- | -------- | -------- | -------- | -------- |
| A     | Brasil         | 3-0  | Romênia          | 15-2     | 15-2     | 15-3     | -        | -        |
| A     | Alemanha       | 3-0  | Coreia do Sul    | 16-14    | 15-10    | 16-14    | -        | -        |
| B     | Cuba           | 3-0  | Peru             | 15-9     | 15-1     | 15-5     | -        | -        |
| B     | Holanda        | 3-1  | Azerbaijão       | 15-8     | 15-5     | 11-15    | 15-10    | -        |
| C     | Rússia         | 3-1  | Ucrânia          | 8-15     | 16-14    | 15-13    | 15-11    | -        |
| C     | China          | 3-1  | Itália           | 8-15     | 15-3     | 16-14    | 15-5     | -        |
| D     | Japão          | 3-0  | República Tcheca | 15-7     | 15-9     | 15-2     | -        | -        |
| D     | Estados Unidos | 3-0  | Quênia           | 15-2     | 15-7     | 15-4     | -        | -        |

### Segunda rodada
22 de outubro
| Grupo | Jogo           | Jogo | Jogo             | Parciais | Parciais | Parciais | Parciais | Parciais |
| Grupo | Jogo           | Jogo | Jogo             | 1        | 2        | 3        | 4        | 5        |
| ----- | -------------- | ---- | ---------------- | -------- | -------- | -------- | -------- | -------- |
| A     | Brasil         | 3-0  | Alemanha         | 15-5     | 15-7     | 15-5     | -        | -        |
| A     | Coreia do Sul  | 3-0  | Romênia          | 15-2     | 15-3     | 15-7     | -        | -        |
| B     | Cuba           | 3-0  | Holanda          | 15-4     | 15-9     | 15-10    | -        | -        |
| B     | Azerbaijão     | 3-0  | Peru             | 15-12    | 15-13    | 15-6     | -        | -        |
| C     | China          | 3-0  | Rússia           | 15-13    | 15-12    | 15-3     | -        | -        |
| C     | Ucrânia        | 3-2  | Itália           | 15-4     | 5-15     | 4-15     | 15-6     | 15-12    |
| D     | Estados Unidos | 3-0  | República Tcheca | 15-2     | 15-1     | 15-1     | -        | -        |
| D     | Japão          | 3-0  | Quênia           | 15-1     | 15-3     | 15-4     | -        | -        |

### Terceira rodada
23 de outubro
| Grupo | Jogo             | Jogo | Jogo          | Parciais | Parciais | Parciais | Parciais | Parciais |
| Grupo | Jogo             | Jogo | Jogo          | 1        | 2        | 3        | 4        | 5        |
| ----- | ---------------- | ---- | ------------- | -------- | -------- | -------- | -------- | -------- |
| A     | Brasil           | 3-1  | Coreia do Sul | 10-15    | 15-10    | 15-7     | 15-8     | -        |
| A     | Alemanha         | 3-0  | Romênia       | 15-2     | 15-2     | 15-4     | -        | -        |
| B     | Cuba             | 3-0  | Azerbaijão    | 15-9     | 15-9     | 15-12    | -        | -        |
| B     | Holanda          | 3-0  | Peru          | 15-8     | 15-9     | 15-5     | -        | -        |
| C     | China            | 3-1  | Ucrânia       | 15-8     | 15-10    | 3-15     | 15-11    | -        |
| C     | Rússia           | 3-0  | Itália        | 15-7     | 15-9     | 15-5     | -        | -        |
| D     | Estados Unidos   | 3-1  | Japão         | 15-8     | 6-15     | 15-7     | 15-7     | -        |
| D     | República Tcheca | 3-0  | Quênia        | 15-7     | 15-13    | 15-0     | -        | -        |

### Classificação final
Grupo A
| Pos | Equipe        | Pts | J | V | D | SP | SC |
| --- | ------------- | --- | - | - | - | -- | -- |
| 1   | Brasil        | 6   | 4 | 3 | 0 | 9  | 1  |
| 2   | Alemanha      | 5   | 4 | 2 | 1 | 6  | 3  |
| 3   | Coreia do Sul | 4   | 4 | 1 | 2 | 4  | 6  |
| 4   | Roménia       | 3   | 4 | 0 | 3 | 0  | 9  |

PTS - pontos, J - jogos, V - vitórias, D - derrotas, SP - sets pró, SC - sets contra
Grupo B
| Pos | Equipe     | Pts | J | V | D | SP | SC |
| --- | ---------- | --- | - | - | - | -- | -- |
| 1   | Cuba       | 6   | 4 | 3 | 0 | 9  | 0  |
| 2   | Holanda    | 5   | 4 | 2 | 1 | 6  | 4  |
| 3   | Azerbaijão | 4   | 4 | 1 | 2 | 4  | 6  |
| 4   | Peru       | 3   | 4 | 0 | 3 | 0  | 9  |

PTS - pontos, J - jogos, V - vitórias, D - derrotas, SP - sets pró, SC - sets contra
Grupo C
| Pos | Equipe  | Pts | J | V | D | SP | SC |
| --- | ------- | --- | - | - | - | -- | -- |
| 1   | China   | 6   | 4 | 3 | 0 | 9  | 2  |
| 2   | Rússia  | 5   | 4 | 2 | 1 | 6  | 4  |
| 3   | Ucrânia | 4   | 4 | 1 | 2 | 5  | 8  |
| 4   | Itália  | 3   | 4 | 0 | 3 | 3  | 9  |

PTS - pontos, J - jogos, V - vitórias, D - derrotas, SP - sets pró, SC - sets contra
Grupo D
| Pos | Equipe           | Pts | J | V | D | SP | SC |
| --- | ---------------- | --- | - | - | - | -- | -- |
| 1   | Estados Unidos   | 6   | 4 | 3 | 0 | 9  | 1  |
| 2   | Japão            | 5   | 4 | 2 | 1 | 7  | 3  |
| 3   | República Tcheca | 4   | 4 | 1 | 2 | 3  | 6  |
| 4   | Quênia           | 3   | 4 | 0 | 3 | 0  | 9  |

PTS - pontos, J - jogos, V - vitórias, D - derrotas, SP - sets pró, SC - sets contra

## Fase final

### Jogos dos campeões
As quatro equipes que terminaram a primeira fase em primeiro lugar dos seus respectivos grupos, disputaram uma partida (1º do A x 1° do C e 1º do B x 1º do D) não eliminatória em Belo Horizonte, apenas para definir a ordem das equipes nas quartas de final.
25 de outubro
| Jogo   | Jogo | Jogo           | Parciais | Parciais | Parciais | Parciais | Parciais |
| Jogo   | Jogo | Jogo           | 1        | 2        | 3        | 4        | 5        |
| ------ | ---- | -------------- | -------- | -------- | -------- | -------- | -------- |
| Brasil | 3-0  | China          | 15-12    | 15-4     | 15-9     | -        | -        |
| Cuba   | 3-0  | Estados Unidos | 16-14    | 15-5     | 15-12    | -        | -        |

### Oitavas de final
25 de outubro
| Jogo          | Jogo | Jogo             | Parciais | Parciais | Parciais | Parciais | Parciais |
| Jogo          | Jogo | Jogo             | 1        | 2        | 3        | 4        | 5        |
| ------------- | ---- | ---------------- | -------- | -------- | -------- | -------- | -------- |
| Japão         | 3-0  | Ucrânia          | 15-10    | 15-11    | 15-8     | -        | -        |
| Coreia do Sul | 3-1  | Holanda          | 15-11    | 15-4     | 6-15     | 15-6     | -        |
| Alemanha      | 3-1  | Azerbaijão       | 15-4     | 15-3     | 8-15     | 15-9     | -        |
| Rússia        | 3-1  | República Tcheca | 16-14    | 9-15     | 15-8     | 15-11    | -        |

### Quartas de final
28 de outubro
| Jogo          | Jogo | Jogo           | Parciais | Parciais | Parciais | Parciais | Parciais |
| Jogo          | Jogo | Jogo           | 1        | 2        | 3        | 4        | 5        |
| ------------- | ---- | -------------- | -------- | -------- | -------- | -------- | -------- |
| Brasil        | 3-0  | Japão          | 15-10    | 17-15    | 15-7     | -        | -        |
| Cuba          | 3-0  | Alemanha       | 15-9     | 15-5     | 15-5     | -        | -        |
| Coreia do Sul | 3-1  | China          | 15-5     | 4-15     | 15-5     | 15-11    | -        |
| Rússia        | 3-1  | Estados Unidos | 15-9     | 9-15     | 15-9     | 16-14    | -        |

### Disputa de 5º ao 8º lugar
| Jogo           | Jogo | Jogo  | Parciais | Parciais | Parciais | Parciais | Parciais |
| Jogo           | Jogo | Jogo  | 1        | 2        | 3        | 4        | 5        |
| -------------- | ---- | ----- | -------- | -------- | -------- | -------- | -------- |
| Estados Unidos | 3-1  | Japão | 8-15     | 15-7     | 15-7     | 15-7     | -        |
| Alemanha       | 3-1  | China | 13-15    | 15-13    | 15-10    | 15-13    | -        |

### Semifinais
29 de outubro
| Jogo   | Jogo | Jogo          | Parciais | Parciais | Parciais | Parciais | Parciais |
| Jogo   | Jogo | Jogo          | 1        | 2        | 3        | 4        | 5        |
| ------ | ---- | ------------- | -------- | -------- | -------- | -------- | -------- |
| Brasil | 3-2  | Rússia        | 15-7     | 14-16    | 12-15    | 15-8     | 15-10    |
| Cuba   | 3-0  | Coreia do Sul | 15-4     | 15-9     | 15-5     | -        | -        |

### Disputa de 7º lugar
30 de outubro
| Jogo  | Jogo | Jogo  | Parciais | Parciais | Parciais | Parciais | Parciais |
| Jogo  | Jogo | Jogo  | 1        | 2        | 3        | 4        | 5        |
| ----- | ---- | ----- | -------- | -------- | -------- | -------- | -------- |
| Japão | 3-2  | China | 9-15     | 15-12    | 10-15    | 15-10    | 15-7     |

### Disputa de 5º lugar
30 de outubro
| Jogo     | Jogo | Jogo           | Parciais | Parciais | Parciais | Parciais | Parciais |
| Jogo     | Jogo | Jogo           | 1        | 2        | 3        | 4        | 5        |
| -------- | ---- | -------------- | -------- | -------- | -------- | -------- | -------- |
| Alemanha | 3-1  | Estados Unidos | 16-14    | 15-9     | 13-15    | 15-9     | -        |

### Disputa de 3º lugar
30 de outubro
| Jogo   | Jogo | Jogo          | Parciais | Parciais | Parciais | Parciais | Parciais |
| Jogo   | Jogo | Jogo          | 1        | 2        | 3        | 4        | 5        |
| ------ | ---- | ------------- | -------- | -------- | -------- | -------- | -------- |
| Rússia | 3-1  | Coreia do Sul | 14-16    | 15-11    | 15-6     | 15-11    | -        |

### Final
30 de outubro
| Jogo | Jogo | Jogo   | Parciais | Parciais | Parciais | Parciais | Parciais |
| Jogo | Jogo | Jogo   | 1        | 2        | 3        | 4        | 5        |
| ---- | ---- | ------ | -------- | -------- | -------- | -------- | -------- |
| Cuba | 3-0  | Brasil | 15-2     | 15-10    | 15-5     | -        | -        |

## Classificação final
| Posição | Equipe           |
| ------- | ---------------- |
|         | Cuba             |
|         | Brasil           |
|         | Rússia           |
| 4       | Coreia do Sul    |
| 5       | Alemanha         |
| 6       | Estados Unidos   |
| 7       | Japão            |
| 8       | China            |
| 9       | Holanda          |
| 10      | Ucrânia          |
| 11      | Azerbaijão       |
| 12      | República Tcheca |
| 13      | Itália           |
| 14      | Peru             |
| 15      | Quênia           |
| 16      | Romênia          |

## Prêmios individuais
| Regla Torres      | Cuba          | MVP (Most Valuable Player) |
| Elena Batukthina  | Rússia        | Melhor pontuadora          |
| Mireya Luis       | Cuba          | Melhor atacante            |
| Regla Torres      | Cuba          | Melhor bloqueio            |
| Tomoko Yoshihara  | Japão         | Melhor saque               |
| Park Soo-Jeong    | Coreia do Sul | Melhor defesa              |
| Nataliya Morozova | Rússia        | Melhor recepção            |
| Tatyana Gracheva  | Rússia        | Melhor levantadora         |